# المعهد العالي للدراسات التطبيقية في الإنسانيات بزغوان
 المعهد العالي للدراسات التطبيقية في الإنسانيات بزغوان هو معهد تعليم عالي يقع في مدينة المقرن التونسية. تأسس سنة 2006  ويتبع إدارياً جامعة تونس.

## الاختصاصات
توجد بالمعهد العديد من الاختصاصات:
- الفرنسية
- الإنقليزية

## وصلات خارجية
- الموقع الرسمي للمعهد العالي للدراسات التطبيقية في الإنسانيات بزغوان